# Bisdom Banfora

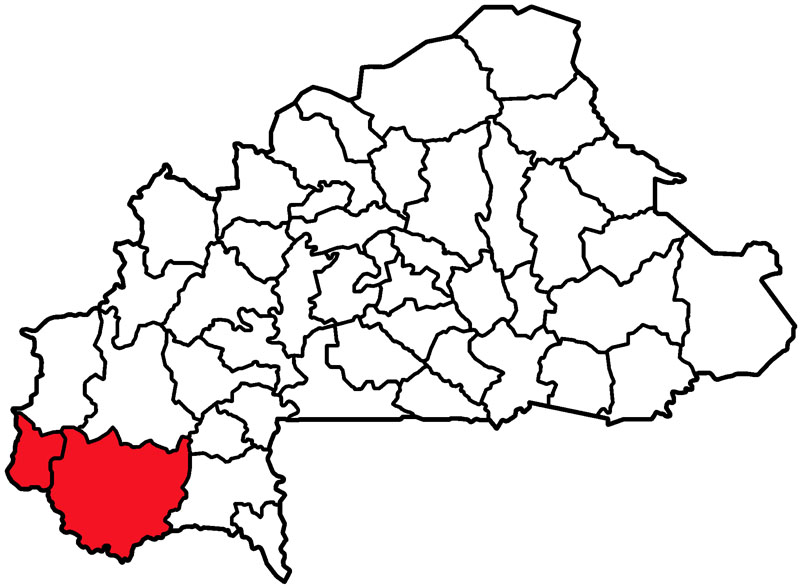
Het bisdom (rood) binnen Burkina Faso

Het bisdom Banfora (Latijn: Dioecesis Banforensis) is een rooms-katholiek bisdom met als zetel Banfora in Burkina Faso. Het is een suffragaan bisdom van het aartsbisdom Bobo-Dioulasso. Het bisdom werd opgericht in 1998. De hoofdkerk is de kathedraal Saint-Pierre in Banfora.
In 2020 telde het bisdom acht parochies. Het bisdom heeft een oppervlakte van 18.917 km² en telde in 2020 819.000 inwoners waarvan 4,5% rooms-katholiek was.

## Bisschoppen
- Lucas Kalfa Sanou (1998-)